# 松本零士999 〜Story of Galaxy Express 999〜
『松本零士999 〜Story of Galaxy Express 999〜』（まつもとれいじスリーナイン ストーリー オブ ギャラクシー エクスプレス スリーナイン）は、バンプレストが2001年6月28日に発売したPlayStation用ゲームソフト。

## 概要
SF漫画家・松本零士の代表作『銀河鉄道999』をベースに、アドベンチャーゲームとして造られた。原作と同様に主人公は星野鉄郎で、メーテルと共に999号に乗って永遠の命を持つ機械の身体を求めて宇宙へ旅立ち、行く先々の星で人々と出逢い、別れ、様々な体験を重ねながら旅を続けていく。
『999』以外の松本作品のキャラクターも多く登場しており、1979年公開の劇場版第一作にコンセプトとストーリーが極めて似たものとなっており、劇場版のシナリオを原作の鉄郎でリブートさせたような内容となっている。声優も劇場版のキャストが数多く起用されている。
アニメビジュアルシーン制作はテレビアニメ・劇場版を製作した東映アニメーションによるもので、原作者の松本零士監修の下で描き下ろされており合計20分におよぶ。キャラクターデザインにはOVA『クイーン・エメラルダス』など、90年代後半以降の松本零士原作アニメを担当した増永計介が起用されている。増永は本作の前にバンダイが発売したPlayStation用ゲーム『宇宙戦艦ヤマト　遥かなる星イスカンダル』を第一作とする『宇宙戦艦ヤマトシリーズ』のビジュアルシーンも担当している。
ゲーム中で使用されるBGMはこのゲームのために新規に制作されたものだけでなく、劇場版第一作のBGMやテレビ版主題歌のメロディーをアレンジしたものも使われている。

## ゲームシステム
ゲームは主に、鉄郎とメーテル、車掌の会話 → 目的地到着 → 目的地で一波乱 → 鉄郎を操作して、事件に挑む → イベントを終了して999号に乗り込み、次の星へ向かう。といった具合に原作に忠実な流れのものとなっている。
ゲーム途中にはアクション要素もあり、時間制限以内に迷路を脱出したり、敵キャラクターと銃撃戦を展開、もしくは一対一で相手と銃で対決したり、敵宇宙船と砲撃戦で戦うといった様々なアクションモードを切り抜けていく。途中ストーリー進行により鉄郎以外のキャラクターを操作する場合もある。
このアクションの結果によって、ゲームストーリー展開に若干の修正などが加わる。また、各地に落ちているキャラクターカードを拾って、コンプリートできる。

## 各章ストーリー
序章から終章までは主に鉄郎の視点で物語が展開し、再演の「不死身の女」、「魂の旅人」、「我が夢は星の彼方」はそれぞれエメラルダス、トチロー、ハーロックの視点で序章から終章までの物語の舞台裏を見ることができる。そして閉幕となる「わが青春の銀河鉄道」で再び鉄郎の物語となる。
序章「旅立ちのバラード」
雪の降る晩、星野鉄郎は人間狩りを楽しむ機械化人・機械伯爵に母・加奈江を殺されてしまう。鉄郎は母の敵を討とうと機械伯爵の館に向かうも返り討ちにあうが「ある人物」に助けられ、気がつくとメガロポリスのホテルの一室にいた。そこに現れた謎の美女・メーテルから銀河超特急999号のパスをもらい、鉄郎は彼女と一緒に999号で星の海を旅することとなる。
第一章「赤い砂塵の町」
地球を飛び出した鉄郎だが、999号は海野広の乗る宇宙艇と衝突してしまう。なんとか火星に到着できた鉄郎と広は修理用の部品を手に入れようと協力していくうちに友情を結んでいく。鉄郎は修理に必要な3つの部品のうち2つは手に入れられたものの、最後の部品を買うのに必要なお金が足りないために、ここで開かれる抜き撃ちコンテストに出場することを決める。順当に勝ち進んでいく鉄郎だが、最後の相手は友達となった広だった。
第二章「眠れる戦士」
999号は土星の衛星タイタンに到着。だが999号を降りたところでメーテルは機械化人によってさらわれ、鉄郎も行方不明となってしまった。刻々と発車時間が迫っていく中、車掌は何とか鉄郎を見つけるも鉄郎は記憶を失っており、大山摂子という老婆の家で保護されていた。車掌により記憶をとりもどした鉄郎は摂子から息子の使っていた帽子と戦士の銃を譲り受け、メーテルを助けるべくぶどう谷に向かう。その途中、自分の子供をさらわれたという盗賊アンタレスに出会う。
第三章「ガラスのクレア」
999号はタイタンを出発。鉄郎とメーテルが食堂車に向かうと、ウェイトレスとして働く機械化人・クレアに出会う。そのとき999号に近づく謎の飛行物体が出現し、車内は停電状態に。そして母の敵である機械伯爵がその姿を現した。母の敵を討つ機会を得たものの、鉄郎は機械伯爵を取り逃がしてしまう。
第四章「迷いの星」
原作の「迷いの星の影（シャドウ）」と「アンドロメダの雪女」のエピソードを基にしたシナリオ。
999号は氷の惑星・冥王星に到着した。メーテルは「用事がある」と言って鉄郎のもとを離れたが、鉄郎はその後を追うことに。途中で鉄郎はこの星のラーメン屋に立ち寄り、出会った者は死ぬという「雪女」のうわさを聞く。そしてメーテルの後を追って訪れた大墓地で、墓守をしている機械化人の女性・シャドウと出会う。
第五章「時を越えた友」
『超時空戦艦まほろば』のキャラクターが登場。戦艦まほろばに搭乗しているカメラマン・大山歳郎は羽黒妖と一緒に行方不明となった真田博士を探すため船内を探索することとなる。そこで歳郎が真田博士の残した謎の部品のボタンを押すと、まほろばは海上から宇宙空間に移動しており、走行中の999号と遭遇するのだった。
第六章「大四畳半の思い出」
明日の星に到着した鉄郎たちは、この星で999号のパスなどを盗まれてしまう。鉄郎とメーテルはやむなくこの星のアパートに下宿することを余儀なくされ、鉄郎はここで「おいどん」こと大山昇太と出会う。鉄郎は昇太の部屋に居候をしながら、999の発車時間までにパスを盗んだ者を探すこととなった。
第七章「銀河の交差点」
惑星トレーダーに到着した999号。トレーダー分岐点から鉄郎は最近宇宙海賊の襲撃にあっているというマゼラン遊覧列車666号に乗り込み、イスカンダル星で宇宙戦艦ヤマトの伝説を知る。そして鉄郎は333号で訪れた惑星（星の名前はプレイヤー名）のBARフロンティアにて、女海賊エメラルダスが機械伯爵の居場所を知っていること、そのエメラルダスは惑星メタブラディにいるという情報を得る。鉄郎は444号で惑星メタブラディに行き、エメラルダスの協力を得て館惑星にいる機械伯爵を倒し復讐を遂げる。
第八章「誇り高き詩人」
999号は惑星・枯れ木の山に到着。この星でギターの弾き語りをしている詩人・プライダーが999号に乗車してきた。新たな乗客を乗せてこの星を出発した999号だが、鉄郎の命を狙ってワルキューレの騎士「イスメラルダ」が現れる。
第九章「時間城の海賊」
惑星ヘビーメルダーに到着した999号。だがこの惑星はキャプテンハーロックと名乗る機械化人の支配下にあった。ハーロックのいる時間城に向かうメーテル。彼女がハーロックと命がけで対決に臨もうとしていると知った鉄郎もその後を追う。
ガンフロンティア山の麓にいる「名無し」と呼ばれる男が時間城の場所を知っている…。酒場の歌姫・リューズからそう聞いた鉄郎はそこに向かい、自分と同じ帽子をかぶった男と出会う。彼こそ「名無し」でありタイタンで暮らす老婆・摂子の息子「大山トチロー」だった。トチローは時間城の場所と、時間城のハーロックが偽者であることを鉄郎に教える。時間城にたどり着き、ニセハーロックを倒した鉄郎は再度トチローの元を訪れた。鉄郎はトチローの最期を看取るとともに、彼が機械伯爵の館で自分の窮地を救ってくれたことを知る。そして崩壊した時間城の残骸の中から惑星ラーメタルよりハーロックに救援を求めてきたというラーメタル人の女性・ミライを助け出し、本物のハーロックに救援を依頼するのだった。
第十章「影の復讐者」
「メーテルの旅」、「絶対機械圏」のエピソードを基にしたシナリオ。
次の停車駅に向かう途中、ワープを行う999号。だがそこにもう1つの999号が現れた。乗客はメーテルと、鉄郎と同じく機械の体をタダでくれる星に向かう少年レドリルだった。そんな中、メーテルは何者かに命を狙われる。さらには999号同士が衝突し、遊星ファントムに墜落してしまう。
レドリルの999号は鉄郎の999号から離れた場所に墜落していた。自分の乗ってきた999号に戻ろうとするレドリルとそれに同行する鉄郎だが、途中レドリルは底なし沼にはまってしまうも、そこに現れたフィーメという女性と鉄郎により事なきを得る。トラブルはあったものの、2台の999号はどちらも空間軌道に戻ることができた。そして鉄郎を乗せた999号は惑星・機械砦に到着。だが鉄郎は機械化人のワナにより下水道に落とされてしまう。
車掌の制止を振り切り、行方不明となった鉄郎を探しにいこうとするメーテル。その後を追う女性の姿があった。彼女こそ999号の車内でメーテルの命を狙い、遊星ファントムで鉄郎とレドリルの前に現れたフィーメだった。
終章「大アンドロメダ」
いよいよ終着駅が近づいてきた。通過点「予約カタログ」でクレアの母・メノウが999号に現れ、鉄郎に機械の体のカタログにあるサンプルから、どれか一つを選ぶよう迫った。鉄郎が機械の体を選ぶことができなければ、メノウは規則に従って自分が選ぶという。だが鉄郎はカタログから機械の体を選ばなかった。やがて999号は終着駅にして機械帝国の首都・惑星大アンドロメダに到着。鉄郎は自分に与えられる機械の体が惑星を支える部品「生きたネジ」であること、そしてメーテルが機械帝国の女王プロメシュームの娘であるという衝撃の事実を知る。さらにネジになることを拒否すれば、メーテルが処刑されるということも。鉄郎はメーテルのためにネジとなろうとしたが、メノウの計らいによりネジ化を免れる。そして女王プロメシュームと対決することを決めるのだった。
再演「不死身の女」
トチローが眠る惑星ヘビーメルダーを訪れたエメラルダス。だがトチローの形見である戦士の銃が入っていたカバンはネオガミラスにより盗まれてしまっていた。カバンは特殊な施錠がしてあり、持ち主のトチローとそれを作った者しか開けることはできず、無理に開ければ爆発してしまう。ネオガミラスは必ずカバンを作った男のところに来る…そう考えたエメラルダスはカバンを作った職人・青木源三のいる「明日の星」へと向かうのだった。
再演「魂の旅人」
火星の酒場にいたトチローは、機械伯爵が自分のもつ戦士の銃を狙っていると聞き地球へと向かった。そこで鉄郎を助けたあと、トチローの学者仲間の一人である真田博士は機械帝国の幹部シェイド卿に殺されてしまう。他の博士たちをかくまってもらうよう親友のハーロックに頼み、自身はハーロックの名を騙る偽者がいる惑星ヘビーメルダーの時間城へと向かった。
再演「我が夢は星の彼方」
アルカディア号で宇宙の海を航行中のハーロックに、親友トチローからの連絡が入った。ハーロックはトチローから彼の学者仲間である雨森博士と足立博士の安全を確保して欲しいと頼まれる。タイタンで雨森博士に会い、火星で足立博士に会ったハーロックは二人をアルカディア号に乗せる。
その後999号からSOSの連絡が入った。ハーロックは、マゾーンからの襲撃を受けているラーメタルを救援すべくアルカディア号の舵を切るのだった。
閉幕「わが青春の銀河鉄道」
惑星大アンドロメダと女王プロメシュームは滅び、鉄郎の旅は終わったかに見えた。だが、メーテルはなぜさよならも言わずに鉄郎のもとを去ったのか、機械帝国は戦士の銃を執拗なまでに狙っていたのか、謎は残っていた。そんな中ハーロックとエメラルダスが現れ、メーテルの消息が途絶えたことを告げる。鉄郎は残された謎を解くため、そして消息不明となったメーテルを探しに行くために再び999号で旅立つ。

## 登場人物
原作作品からのキャラクターは、大まかな役柄ポジションは基本的に原作と同じだが、ゲームオリジナル設定が与えられている場合が多い。
キャスティング協力は青二プロダクションが中心となって行い、千葉繁が音響監督を手がけている。ナレーションは銀河万丈。

### 『銀河鉄道999』
- 原作漫画中にゲスト出演したクイーン・エメラルダスについては、#『クイーン・エメラルダス』を参照。
- 原作漫画中にゲスト出演したハーロックなどについては、#『宇宙海賊キャプテンハーロック』を参照。

星野鉄郎
声:野沢雅子
母・加奈江を機械伯爵に殺され、その復讐に向かって返り討ちにあったが、トチローの計らいによって助けられる。そしてメーテルと出逢い機械の身体をタダでくれる星に向かうという999号に乗って大宇宙の旅に出る。
容姿と性格は原作やTV版のものと同じだが、後にハーロックたちの影響で自分の旗を持つようになる。
メーテル
声:池田昌子
鉄郎に銀河鉄道のパスを渡し、999に乗る条件として自分も一緒に連れて行くように頼む。明日の星では、住民に自分達の存在を知られないために、星野芽衣子という偽名を使って鉄郎の姉に扮した。
第九章ではメーテルを操作して時間城の内部を探索し、ニセハーロックのところへ行くイベントがある。
車掌
声:肝付兼太
999号の車掌。停車駅をアナウンスする。ゲームでは車掌を操作してタイタンで行方不明となった鉄郎とメーテルを探しに奔走することになるほか、原作にないシーンとしてキャプテンハーロックに救援を依頼するシーンなどがある。
Dr.バン
声:納谷悟朗
「宇宙五大頭脳」の1人。自ら生みだした機械人間の技術に危機感を覚えていた。終章にて娘であるメーテルのペンダントの中に自身の魂を封じ、かつての妻プロメシュームの創り上げた機械帝国を滅ぼそうとしていることが明らかとなる。
本作では冥王星に研究所を持ち、そこで義足や義手などの研究を行っていたこと、この星の女性シャドウから宇宙一美しい機械の体の依頼を受けていたという設定がなされている。オープニングムービーで宇宙五大頭脳が映るシーンでは、トチローの左側に生身の人間だった頃の姿で登場している。
声は劇場版の納谷悟朗で、TV版の銀河万丈は当ゲームナレーションとなっている。
機関車C62ノ48
声:柴田秀勝
国鉄C62形蒸気機関車の外見をした999号のコンピューター。劇場版第2作（『さよなら銀河鉄道999 -アンドロメダ終着駅-』）にならって声が柴田秀勝になっている。
星野加奈江
声:坪井章子
鉄郎の母親。機械伯爵に殺され、剥製にされてしまう。原作・アニメともに劇中で「加奈江」という名前は出てこないが、アニメの関連書籍でこの名前を確認でき、本作ではキャラクター名として使用されている。
機械伯爵
声:柴田秀勝
鉄郎親子を襲った機械化人。デザインは劇場版に準じている。
原作と違い物語冒頭で鉄郎に殺されず、劇場版の時間城とも違い館惑星という場所に住んでいる。また、宇宙海賊となったガミラス人の生き残り「ネオガミラス」とは協力関係にある。
大山摂子
声:麻生美代子
劇場版に登場したトチローの母親で、キャストも劇場版と同じく麻生が担当している。鉄郎に戦士の銃を渡す。トチローの帰還を望む反面、それが適わぬことを知っている。
ゲームでは記憶喪失となっていた鉄郎を保護しており、記憶をとりもどした鉄郎に「息子が帰ってきたようで楽しかった」と語るほか、息子の友人であるハーロックと会話するイベントもある。
アンタレス
声:郷里大輔
豪放な大盗賊で、機械化人を倒す戦士の銃を探している。
メーテル救出のためにぶどう谷に向かう鉄郎の前に現れ、銃撃戦での戦い方をレクチャーする。途中鉄郎をかばって負傷するが、鉄郎の戦いぶりを見てぶどう谷の山賊の始末を鉄郎に託す。
デザインは劇場版に準じている。また劇場版で鉄郎がアンタレスに会う直前に助けた子供も、本作ではアンタレスが助けようとしていた子供として登場している。
クレア
声:麻上洋子
元の身体を取り戻すために999号でウェイトレスをしている機械化人。鉄郎をかばって死亡するシーンがあるが、イベント結果では最後まで生存し、母親のメノウと会話するシーンも用意されている。また、冥王星に眠る自分の元の身体を懐かしむシーンがある。
劇場版と同じく声は麻上が担当（TV版は川島千代子）。
雪女
「アンドロメダの雪女」で登場した女性の機械化人。ラーメンを食べたがっている。
本作では冥王星にラーメンを伝えた大名人・山田太朗の娘という設定で登場。冥王星の開拓者たちのために体が温まるラーメンの研究を続ける父・太朗から、作ったラーメンを毎日食べさせられていたことでラーメンが嫌いになってしまう。ついには太朗にひどいことを言ってしまい、謝れなかったことを後悔していた。
台詞はあるがボイスはない（TV版の声優は増山江威子）。
シャドウ
声:藤田淑子
「迷いの星」とも呼ばれる冥王星の墓守を務める機械化人。自分よりも美しい女性の存在を認めようとせずメーテルを襲い、さらには自分のそばにいて欲しいとの思いから鉄郎を襲う。
美しい女性だったという設定は原作・アニメに準じているが、本作ではミス冥王星だったという設定などが追加されたほか、永遠の美を求めた結果Dr.バンに宇宙一美しい機械の体を依頼しており、バンが自分のことを嫌って依頼を断ったのだと誤解していた。また原作・アニメでは鉄郎がシャドウによって危機的状況となりメーテルに助けられる、という展開だが、ゲームではメーテルの危機を鉄郎が救うという展開となっている。
花子
声:山本圭子
「トレーダー分岐点」に登場した苦労人の女性。極貧の中で老いた両親（声：佐藤正治、江森浩子）を少しでも喜ばせようと鉄郎に許嫁になるように頼む。
プライダー
声:平田広明
「ワルキューレの空間騎行」に登場した詩人。いつか宇宙で名を馳せたいと願って、ギター一本で渡り歩いている。プライドが高く、自分の容姿から乞食扱いされると激怒するが、自分を認めてくれた相手には誠意を尽くす漢気も持っている。
原作・アニメでは鉄郎をかばって負傷・死亡するが本作ではイベント結果次第でドクター・ゼロの治療により生存し、治療を受けているアルカディア号で鉄郎と再会する展開も用意されている。終章をクリアした際に流れるエンディングの映像では、ギターを演奏するプライダーの姿が映される。
ニセハーロック
声:井上真樹夫
ハーロックの名を騙り、時間城を居城とするヘビーメルダーの支配者。
原作中でのメーテルの弁で鉄郎のような若者だったことが語られており、本作ではそうした設定をもとにかつて鉄郎のように両親を殺され、機械化人となって復讐を遂げたがその悲しみが消えることはなく、ハーロックの名を語る偽者となってヘビーメルダーの人々を支配して苦しめるようになったことが愛人リューズの弁で語られた。
リューズ
声:伊倉一恵
劇場版で登場した、ヘビーメルダーの酒場の歌姫。ギターの弾き語りをしながら、自分たちの情報を探ろうとする動きを監視している。本作ではニセハーロックの女として登場し、原作・TV版で登場したレリューズの役回りとなっている。
レドリル
声:山本圭子
「メーテルの旅」に登場した、ワープ中に接触事故を起こしたもう一つの999の乗客。
本作では両親と幼い弟と妹、幼馴染の恋人がいるという設定。機械の身体を手に入れるため、恋人を振り切って999に乗り込んだ。
下水道の母子
「絶対機械圏」で登場した、生身の人間の母子。鉄郎が落とされた下水道で遭遇した。テレビアニメでは「メーテルの旅」以降のエピソードは映像化されていないので、アニメでは登場していない。
本作では夫がいるほか、原作では母子ともに死亡するが死ぬのは母親だけとなっている。
メノウ
声:江森浩子
原作で登場したクレアの母親で、鉄郎の機械の身体を選ぶ選抜者。自分の見栄から娘をクリスタルガラスの身体に変えてしまったが、娘のたった一人の友人鉄郎が娘を大切に考えていたことから機械の身体にするのを断念する。しかし、その結果プロメシュームに処刑されてしまう。
プロメシューム
声:来宮良子
Dr.バンのかつての妻であり、メーテルとエメラルダスの母親。本名ラー・アンドロメダ・プロメシュームII世。
かつては地球とラーメタルを治めていた1000年女王だった。だが、金属生命体メタノイドの宇宙進出に対抗すべく人類強化のために機械帝国を創り上げ、その結果として冷酷無比な機械の女へと変貌した。
戦闘ではバリアで戦士の銃の攻撃を防ぎつつ、エネルギー弾で攻撃を仕掛けてくる。エネルギー弾は片手で連続して繰り出すものと両手を頭上にもっていき、パワーを集束させて大きなものを一発繰り出すタイプがある。

### 『宇宙海賊キャプテンハーロック』
- 原作漫画中にゲスト出演したクイーン・エメラルダスについては、#『クイーン・エメラルダス』を参照。
- 台羽正については彼の部屋が登場するだけで本人は登場しない（部屋などでの表記は「台場」になっている）。原作中で昔のヤッタランの部屋をあてがわれたことが有紀螢のセリフで言及されており、自室がプラモで山積みになっている。

ハーロック
声:井上真樹夫
劇場版に近い風貌で登場。アルカディア号（劇場版の艦首髑髏型）で宇宙を駆けめぐる宇宙海賊。劇場版と同じく、親友の墓を立てた鉄郎を救うべく機械化人や、原作の敵であるマゾーンと戦う。
ゲームでは宇宙五大頭脳の足立博士と雨森博士の扱いに手を焼くことになるほか、親友トチローの死を看取った鉄郎からの頼みということもあり、マゾーンの襲撃を受けるラーメタルの救援に向かうこととなる。
ハーロックを主役にしたシナリオ「我が夢は星の彼方」では、プレイヤーキャラクターとして操作可能。
トチロー
声:山寺宏一
「宇宙五大頭脳」の一人。冒頭で鉄郎の窮地を救った「ある人物」の正体。
「宇宙放射線病」という死病に冒されているが、無理を承知でデスシャドウ号で宇宙を駆ける。だが遂に力尽き、艦もろともヘビーメルダーに墜落し、余生を過ごすこととなる。そこで鉄郎に自分の意思をアルカディア号の中枢大コンピューターに伝送するように頼む。
本作では残り少ない命を懸けて倒そうとしていた相手が劇場版の機械伯爵ではなく、親友の名を騙るニセハーロックとなっている。トチローを主役にしたシナリオ「魂の旅人」では、プレイヤーキャラクターとして操作可能。
トリさん
トチローと共に行動していたが、大山昇太のペットにもなっている。
読み込み画面ではトリさんが飛ぶシーンとなっている。
有紀螢
声:川島千代子
『宇宙海賊キャプテンハーロック』と『ミライザーバン』の設定を折衝したものとなっていて、「ミライザーバン」こと井台半と心を通わす。
川島が劇場版第2作以来20年ぶりに演じた螢で、これが引退作となった。
Dr.ゼロ
声:八奈見乗児
999号に乗り込んでいた医者。友人を守ったプライダーの心意気に打たれ、アルカディア号で治療する。
ヤッタラン
声:坂口哲夫
アルカディア号副長でプラモ好き。火星で動けないところを鉄郎に助けられ、後にアナライザー・ゼロを引き取る。
ミーメ
ハーロックの側に付き添っている異星人の女性。あまり出番がない。セリフはあるものの、クレジット表記はなし（『ハーロック』アニメ版および『999』劇場版第2作では、小原乃梨子が担当）。

### 『クイーン・エメラルダス』
エメラルダス
声:田島令子
クイーン・エメラルダス号で宇宙を旅する女海賊。90年代の新設定に倣って、メーテルとは姉妹の設定となっている。
機械伯爵の情報を求めてやってきた鉄郎の前に現れ、銃撃戦のレクチャーを行う。ここまでのゲームの進行により、機械伯爵を倒そうとする鉄郎に対し、銃の腕を試そうと鉄郎と対決するといった展開もある。
彼女が主役のシナリオ「不死身の女」では、宝田緑という偽名で明日の星に潜入し、トチローの面影（先祖）を持つおいどん（昇太）と出逢う。このシナリオではプレイヤーキャラクターとして操作できる。
海野広
声:田中真弓
宇宙へ夢を求めて、自作の宇宙船で飛び立った少年。999号と衝突したことがきっかけで鉄郎と出会い、友情を育んでいくものの抜き撃ち対決することになる。その結果でゲーム進行が違ってくる。

### 『宇宙戦艦ヤマト』
- 『新宇宙戦艦ヤマト』にて佐渡酒造の子孫と明かされるDr.ゼロについては、#『宇宙海賊キャプテンハーロック』を参照。

スターシア
声:小山裕香
イスカンダルの女王の意志と記憶を遺したマザーコンピューター。
鉄郎に機械帝国と、その協力組織のネオガミラスの脅威から宇宙を守って欲しいと頼む。

### 『超時空戦艦まほろば』
大山歳郎
声:山口勝平
まほろばにカメラマンとして乗り込んでいる青年。艦長の依頼で妖と時空の乱れを調査する。
羽黒妖
声:井上喜久子
歳郎と行動を共にする謎の美女。999号との接触に時空が乱れていることを知る。
加賀艦長
声:池水通洋
まほろば艦長。時空の変異と真田博士の身を案じ、歳郎と妖に調査依頼をする。

### 『新竹取物語 1000年女王』
- 前1000年女王については、#『銀河鉄道999』にて記述。

雨森博士
声:永井一郎
宇宙五大頭脳の一人。タイタンで雪林という偽名を用いて暮らしていた。天文学者としての知識と能力は確かだが、最近は星の命名に苦慮している。テレビアニメ同様に頭髪カツラが取れることはない。
ミライ
声:宇和川恵美
ラーメタル人の女性で1000年女王の部下。本作では、ラーメタルがマゾーンに襲われていることからハーロックに助けを求めてきたという設定で登場。
ヘビーメルダーに居座るニセハーロックによって牢屋に閉じこめられていたが、時間城が崩壊したことで鉄郎たちに助けられ、ハーロックに救援を要請する。
新1000年女王
声:大本眞基子
機械帝国の協力者のマゾーンに母星のラーメタルが襲われていることから、ハーロックに救助要請としてミライを派遣する。
劇場版に登場した新女王（原作で登場したヤゴ）だが、劇場版とは異なり死亡しておらず（原作では生死不明）、穏和な性格に変更された。

### 『漂流幹線000』
平田静子
声:冬馬由美
大酒飲みの荒っぽい性格の美女。
本作ではタイタンで初登場。行方不明となったメーテルの帽子を拾い、公園で飲んだくれてベンチをベッド代わりにして寝ていた。メーテルの帽子を手に入れようとする車掌に絡んできて地酒を要求したりするなど、そのキャラクターは本作でも健在である。明日の星でも、浅野美和子の友人として登場。

### 『ミライザーバン』
- 有紀螢については、#『宇宙海賊キャプテンハーロック』にて記述。

井台半
声:高戸靖広
未来予知能力を持つ少年。鉄郎に「また会うことになる」とほのめかす。

### 『男おいどん』
原作やTVアニメ版で登場した明日の星の住人は、『元祖大四畳半大物語』の関連キャラクターだったが、本作では『男おいどん』のキャラクターになっている。「おいどん」も、『元祖-』に登場した足立太から、本作では『男おいどん』の大山昇太に変更されている。
大山昇太
声:龍田直樹
明日の星の下宿館に住んでいる。ミニゲームでサルマタパンツの投げ合いがある。
鉄郎や緑（エメラルダス）との出会いで、トラブルに巻き込まれる。
大家のおばさん
声:達依久子
おいどん（昇太）ら下宿館の住人の世話を焼くおばさん。声を当てている達依久子は火星での金物屋（武器屋）と、アルカディア号コック長（マスさん）で、同じ容姿のキャラクターの声も担当している。
浅野美和子
声:金月真美
おいどんの片思いの相手。下の名前は本作で設定されたもの。
恋人の青木耕一から銀河鉄道のことを聞かされ、それに乗って他の星に行くことに乗り気だった。

### オリジナルキャラクター

#### 『銀河鉄道999』関連
ウェイン
声:池水通洋
火星で銃作りをしている職人。老齢で眼が霞んで悪くなっており、息子・ショーンの命を奪った抜き撃ちゲームを嫌っている。
多くの銃を造ってきた名職人だが、戦士の銃だけは造れなかった。
ゼロニモ
声:稲田徹
原作・アニメ版の第2話に登場するキャラクターとは名前だけで、性格もデザインも一致していないキャラクター。
火星でエンジン関係のジャンク屋を営み、法外な値段をふっかける人間不信の強欲商人の悪名を持っていた。だが、そうなった背景には友人を亡くした哀しい過去があった。
タイタン支局長
声:松尾銀三
銀河鉄道管理局のタイタン支局長。機械化人の顔色をうかがっている弱気な性格で、乗客安否の調査を申し出た車掌の剣幕に圧されていた。
機械男爵
声:千葉繁
機械伯爵の弟で、ぶどう谷の山賊のボスとして登場。性格は兄以上に冷酷非道でタイタンのぶどう谷にアジトを置き、この星の女子供をさらって人身売買を行っていた。メーテル救出に赴く鉄郎の前に現れ、ボスキャラクターとして戦うこととなる。
666号車掌
声:牧島有希
マゼラン観光列車（マゼラニアン6号）の車掌で、ショートカットの女性車掌。
ネオガミラスの襲来に脅えたり、乗客の鉄郎に指示されたりと頼りない面が目立つが、故障車両の応急修理くらいはこなせる。
メタブラディのバーテン
メタブラディの酒場にいるバーテン。その姿は原作者・松本零士そっくりとなっている。
イスメラルダ
声:勝生真沙子
ワルキューレ女騎士団の騎士。
騎士団の予言で星野鉄郎が機械の身体を手に入れた時、機械伯爵以上の極悪な機械化人となるといわれたことから、暗殺使命を受けていた。
フィーメ
声:山本百合子
暗い雰囲気を湛えた999号の女性客で、正体はレドリルの恋人。彼の行方不明の原因となったメーテルを憎み、機械化人となって彼女を殺そうとする。
遊星ファントムで鉄郎とレドリルに遭遇。鉄郎と協力してレドリルの窮地を救うが、「もうレドリルが知っていた頃の私じゃない」との思いから彼に正体を明かすことができなかった。なおこのとき「フィーメ」と名乗っているが、レドリルは彼女が自分のいた星に残してきた恋人だと気づくことはなかった。その後、機械砦で行方不明となった鉄郎を探しにいくメーテルの後を尾行したことで下水道で鉄郎と遭遇、メーテルの命を狙っていることに気づいた鉄郎と対決することとなる。
BARフロンティアのバーテン
プレイヤーが設定した名前の惑星にある酒場「BARフロンティア」のバーテン。第7章にて333号で訪れた際には登場しないが、最終シナリオ「わが青春の銀河鉄道」で登場。
劇場版第1作に登場したヘビーメルダーの酒場のオヤジそっくりの風貌で、声優によるボイスはないものの会話シーンでのグラフィックが用意されている。
シェイド
声:田中秀幸
プロメシュームの腹心の部下にして本作のラスボス。“シェイド卿”と呼ばれている冷酷な機械化人で、機械帝国とプロメシュームへの忠誠心が強い。
宇宙五大頭脳が打倒機械帝国目的で生みだした超兵器を悪用して、宇宙支配を目論む。機械帝国の大幹部で、黒騎士ファウスト（劇場版第二作に登場する鉄郎の父親）の上官でもある。
戦闘では高速移動をしながら攻撃を仕掛けてくる。武器はビームを発射するツインロッドで、頭上で振り回して周囲にエネルギー弾を放ち、広範囲に攻撃することもできる。

#### 『宇宙海賊キャプテンハーロック』関連
ルイ
声:宇和川恵美
土星の衛星タイタンに住む少女で、いつも遊び相手を探してタイタン駅の前をうろついている。
TV版『ハーロック』のトチローの娘であるまゆと同じ容姿で、母親の名はサラ。ぶどう谷の山賊にさらわれ、行方不明になってしまう。

#### 『宇宙戦艦ヤマト』関連
アナライザー・ゼロ
声:緒方賢一
アナライザーと同じデザインだが、色はダークグレー。分離機能があったが、AI部分のユニット0だけとなっていた。
身体を取り戻した後、ヤッタランに誘われてアルカディア号に乗船する。酒と美女が好き。
声は『宇宙戦艦ヤマトシリーズ』でアナライザーを担当していた緒方が担当。『ハーロック』アニメ版にもアナライザーそっくりのロボットでロペット・ワーワーが登場しており、ワーワーも緒方が担当していた。
真田博士
声:青野武
宇宙五大頭脳の一人で、シェイド卿の手によって命を落とす。真田志郎の祖父にあたる。声は真田志郎役の青野が担当している。

#### 『超時空戦艦まほろば』関連
- 宇宙戦艦ヤマトとも超時空戦艦まほろばとも関わりを持つ真田博士については、#『宇宙戦艦ヤマト』関連のゲームオリジナルキャラクターを参照。

足立博士
声:阪脩
宇宙五大頭脳の一人で、火星の大シチルスで暮らしている。第一章で初登場。このときのキャラクター名はほろ酔いおじさんとなっている。
無類の酒好きで、自分のお気に入りの酒を雨森博士がランプに無断使用してしまったために喧嘩している。

#### 『男おいどん』関連
便宜上、他の明日の星の住人についても記述。
青木源三
声:青野武
明日の星に住む宇宙一のカバン職人で、トチローやエメラルダスとも旧知の関係である。
最新式のカバンを造るのに疲れたことと、自分の腕が機械帝国に悪用されないように明日の星へ逃れ、隠棲して普通の鞄作りに情熱を燃やしていた。息子に自分の後を継がせようと思っている。
青木耕一
声:中井和哉
源三の息子で、浅野の恋人。
明日の星での生活に退屈し、他の星に行きたい思いから鉄郎とメーテルのパスを盗んでしまう。
明日の星のラーメン屋親父
声:里内信夫
おいどんのバイト先のラーメン屋店長。宇宙の至宝ラーメンを造る。

## 用語
宇宙五大頭脳
その名の通り、 宇宙に5人しかいないと言われる天才科学者。彼らが打倒機械帝国目的で生みだした超兵器が、物語の重要な要素となる。
Dr.バン、トチロー、足立博士、雨森博士、真田博士の5人。

## スタッフ
- 企画・原作・監修：松本零士
- プロデューサー：山川真一
- ディレクター：江本佳隆
- ゲーム＆CG製作：ポリゴンマジック
- アニメーション製作：スタジオピーコック
- キャラクターデザイン、作画監督：増永計介
- 脚本：小沢俊介

- チーフプログラマー：長谷川友次
- グラフィックデザイン、チーフデザイナー：山口直純
- 作曲：丸山雅之
- 音響ディレクター：千葉繁
- アニメーション演出：浅田裕二
- キャスティング：角康昭
- 製作協力：青二プロダクション、東映アニメーション
- 製作・販売 バンプレスト

## 主題歌
エンディングテーマ「去りし君へ…」
歌：金月真美、作詞：江本佳隆、作曲：丸山雅之、編曲：牧野信博。
歌詞は自分のもとを去っていった愛する人への思いを歌ったもので、鉄郎のメーテルに対する思いを表現している。エンディングの映像は宇宙をバックに無限に伸びていくレールが地球へと続いていくもので、途中で999号がレールの上を走行するシーンもある。
歌は浅野美和子の声を担当した金月が担当。この曲を収録したシングルCDは、ゲーム発売日の前日となる2001年6月27日にキングレコードよりリリースされている。